# Minky Monkey
Minky Monkey – gra komputerowa, wyprodukowana w 1982 roku przez Technōs Japan Corporation i Roller Tron Corporation na automaty do gier. Jest to pierwsza gra wyprodukowana przez Technōs Japan Corporation.

## Rozgrywka
Rozgrywka jest bardzo prosta: gracz kontroluje postać czerwonego chłopca, który musi przynieść owoce we wskazane miejsce na planszy aby uzupełnić treść wiadomości od tytułowej „Minky Monkey”, dodatkowo gracz musi unikać przeciwników, którzy losowo pojawiają się na planszy.